# Amely Bölte

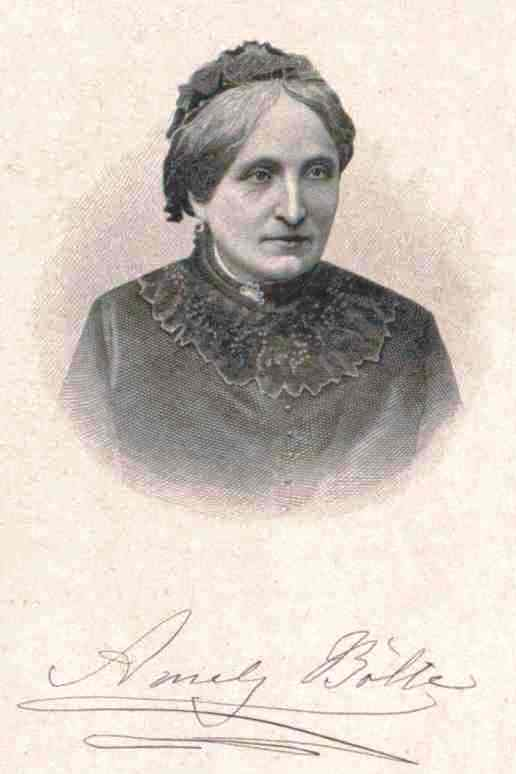
Amely Bölte

Amely Bölte, eigentlich Amalie Bölte (* 6. Oktober 1811 in Rehna als Amalie (Charlotte Elise Marianne) Bölte; † 15. November 1891 in Wiesbaden), war eine deutsche Schriftstellerin.

## Leben
Amely Bölte wurde als eines von (mindestens) sechs Kindern des Advokaten und Rehnaer Bürgermeisters Johann Christoph Bölte († 1831) und dessen aus Güstrow stammender Frau Amalia Louisa, geb. Tarnow (* 1785), in der nordwestmecklenburgischen Kleinstadt Rehna geboren und am 13. Oktober 1811 in der dortigen Stadtkirche getauft. Der spätere Bürgermeister von Hagenow, Ernst Bölte war ihr älterer Bruder. Die Schriftstellerin und Übersetzerin Fanny Tarnow war ihre Tante mütterlicherseits.
Seit 1822 erfolgten wiederholte lange Aufenthalte in (Bad) Doberan bei Fanny Tarnow, die auf Bölte einen großen Eindruck machte. 1825 verlobte sie sich auf Wunsch des Vaters, der nicht wünschte, dass sie wie ihre Tante ‚verbildet‘ würde. Sie löste diese Verlobung aber 1827, auch aufgrund Tarnows Einfluss, wieder auf.
Amely Bölte wurde zunächst Erzieherin, um auf eigenen Füßen zu stehen. Ab 1828 war sie angestellt im Haushalt des Kammerherrn von Könnemann in Pritzier, wo sie neben dem Unterrichten auch ihre eigene Bildung vervollständigte. Diese Aufgabe füllte sie aber auf die Dauer nicht aus. 1839 begab sie sich nach England, wo sie Englisch studierte und für deutsche Zeitschriften literarisch tätig wurde. In London verkehrte sie im Haus des Schriftstellers Thomas Carlyle. Für ihren Lebensunterhalt übersetzte sie zunächst Romane. Sie begann aber auch selbst zu schreiben, zunächst unter einem männlichen Pseudonym. 1848 veröffentlichte sie von London aus in Leipzig ihr erstes Werk Erzählungen aus der Mappe einer Deutschen in London. Diese Erzählung machte sie bekannt. Auf Vermittlung von Karl August Varnhagen von Ense wurde sie Korrespondentin für das Morgenblatt des Verlag Cotta.
Im Jahr 1852 kehrte sie nach Deutschland zurück, ließ sich in Dresden nieder und begann mit der Veröffentlichung zahlreicher Werke. Dies waren vor allem biographische Romane und historische Zeitbilder, enthielten aber auch der Frauenfrage gewidmete Themen. 1866 unternahm sie Reisen nach Paris und Rom. Anschließend wohnte sie vorübergehend in Karlsruhe und dann ab 1879 in Wiesbaden, wo sie am 15. November 1891 starb.

## Werke (Auswahl)
In ihrem Werk schilderte Bölte das Leben der höheren Gesellschaft in England und kopierte hierfür auch den Stil des „Gouvernantenromans“ von Charlotte Brontë. Später schrieb sie bevorzugt biographische und historische Romane. Sie wird zu den gesellschaftskritischen Autorinnen gezählt, die durch ihre Tätigkeit die Situation der arbeitenden Frauen schildern und verbessern wollten.
- Louise oder Die Deutsche in England. Erzählung. Bautzen 1846.
- Erzählungen aus der Mappe einer Deutschen in London. Grunow, Leipzig 1848.
- Visitenbuch eines deutschen Arztes in London. Zwei Bände. Duncker & Humblot, Berlin 1852.
  - Band 1 (Digitalisat bereitgestellt von der Bayerischen Staatsbibliothek)
  - Band 1 (Digitalisat bereitgestellt von der Bayerischen Staatsbibliothek)
- Eine deutsche Palette in London. Erzählung. Duncker & Humblot, Berlin 1853.
- Männer und Frauen. Novellen. Zwei Bände. Katz, Dessau 1854. 
  - Band 1 (Digitalisat)
  - Band 2 (Digitalisat)
- Das Forsthaus. Roman. Hübner, Leipzig 1855. (Digitalisat)
- Eine gute Versorgung. Roman. Zwei Bände. Verlags-Comptoir, Hamburg 1856.
  - Band 1 (Digitalisat)
  - Band 2 (Digitalisat)
- Liebe und Ehe. Erzählungen. 3 Bände. Verlags-Comptoir, Hamburg 1857.
  - Band 1
  - Band 2
  - Band 3 (Digitalisat)
- Frau von Staël. Roman. Drei Bände. Kober & Markgraf, Prag 1859.
  - Band 1 (Digitalisat)
  - Band 2 (Digitalisat)
  - Band 3 (Digitalisat)
- Maria Antonia oder Dresden vor 100 Jahren. Zeitbild. 3 Bände. Kober & Markgraf, Prag 1860.
  - Band 1 (Digitalisat)
  - Band 2 (Digitalisat)
  - Band 3 (Digitalisat)
- Winkelmann oder: Von Stendal nach Rom. Culturhistorischer Roman. Drei Bände. Gerschel, Berlin 1861.
  - Band 1 (Digitalisat)
  - Band 2 (Digitalisat)
  - Band 3 (Digitalisat)
- Juliane von Krüdener und Kaiser Alexander. Ein Zeitbild. Janke, Berlin 1861.
  - Band 1,1 (Digitalisat)
  - Band 1,2 (Digitalisat)
  - Band 1,3 (Digitalisat)
  - Band 2,1 (Digitalisat)
  - Band 2,2 (Digitalisat)
  - Band 2,3 (Digitalisat)
- Vittorio Alfieri und seine vierte Liebe oder: Turin und Florenz. Historisches Zeitbild. Zwei Bände. Janke, Berlin 1862.
  - Band 1 (Digitalisat)
  - Band 2 (Digitalisat)
- Frauen-Brevier. Bär & Hermann, Leipzig 1862.
- Harriet Wilson. Roman. Gerschel, Berlin 1862. (Digitalisat)
- Moderne Charakterköpfe. Drei Bände. Gerschel, Berlin 1863.
  - Band 1 (Digitalisat)
  - Band 2 (Digitalisat)
  - Band 3 (Digitalisat)
- Franziska von Hohenheim. Eine morganatische Ehe. Zeitbild. Zwei Bände. Rümpler, Hannover 1863.
  - Band 1 (Digitalisat)
  - Band 2 (Digitalisat)
- Die Mantelkinder. Roman. Zwei Teile. Markgraf, Wien 1864.
  - Theil 1 (Digitalisat)
  - Theil 2 (Digitalisat)
- Der Edelhof. Schauspiel in 4 Akten. Bloch, Berlin 1865.
- Fanny Tarnow. Ein Lebensbild. Wegener, Berlin 1865. (Digitalisat)
- Weiter und weiter. Roman. Hermsdorf, Jena 1867.
- Die Welfenbraut. Roman. Hermsdorf, Jena 1867. (Digitalisat)
- Streben ist Leben. Drei Bände. Hermsdorf, Jena 1868.
  - Band 1 (Digitalisat)
  - Band 2
  - Band 3
- Prinzessin Wilhelmine von Preußen. Historischer Roman. Hermsdorf, Jena 1868.
- Ein Thron und kein Geld. Roman. Zwei Bände. Leipzig 1869.
- Sonnenblume. Novelle. Leipzig 1870.
- Die Töchter des Obersten. Roman. Zwei Bände. Hartleben, Wien/Pest/Leipzig 1872.
  - Band 1 (Digitalisat)
  - Band 2 (Digitalisat)
- Elisabeth oder Eine deutsche Jane Eyre. Roman. Zwei Bände. Hartleben Wien/Pest/Leipzig 1873.
  - Band 1 (Digitalisat)
  - Band 2 (Digitalisat)
- Wohin führt es?. Roman. Zwei Bände. Hartleben, Wien/Pest/Leipzig 1874.
  - Band 1
  - Band 2 (Digitalisat)
- Neues Frauenbrevier. Günther, Leipzig 1876.  (2. Auflage. Leipzig 1877)
- Die Gefallene. Erzählung. Bergmann, Leipzig 1882. (Digitalisat)